# Донг Най (провинция)
Донг Най (на виетнамски: Đồng Nai) е виетнамска провинция разположена в регион Донг Нам Бо. На север граничи с провинция Лам Донг, на юг с провинция Бин Дуонг и самостоятелната община Хошимин, на запад с Бин Фуок, а на изток с провинциите Бин Тхуан и Ба Зя-Вунг Тау. Населението е 3 027 300 жители (по приблизителна оценка за юли 2017 г.).

## Административно деление
Провинция Донг Най се състои от един град-административен център Бин Хоа и десет окръга:
- Кам Ми
- Дин Куан
- Лонг Кхан
- Лонг Тхан
- Ньон Трат
- Тан Фу
- Тхонг Нят
- Транг Бом
- Вин Куу
- Суан Лок